# Stenoglottis longifolia
Stenoglottis longifolia är en orkidéart som beskrevs av Joseph Dalton Hooker. Stenoglottis longifolia ingår i släktet Stenoglottis och familjen orkidéer. Inga underarter finns listade i Catalogue of Life.

## Bildgalleri

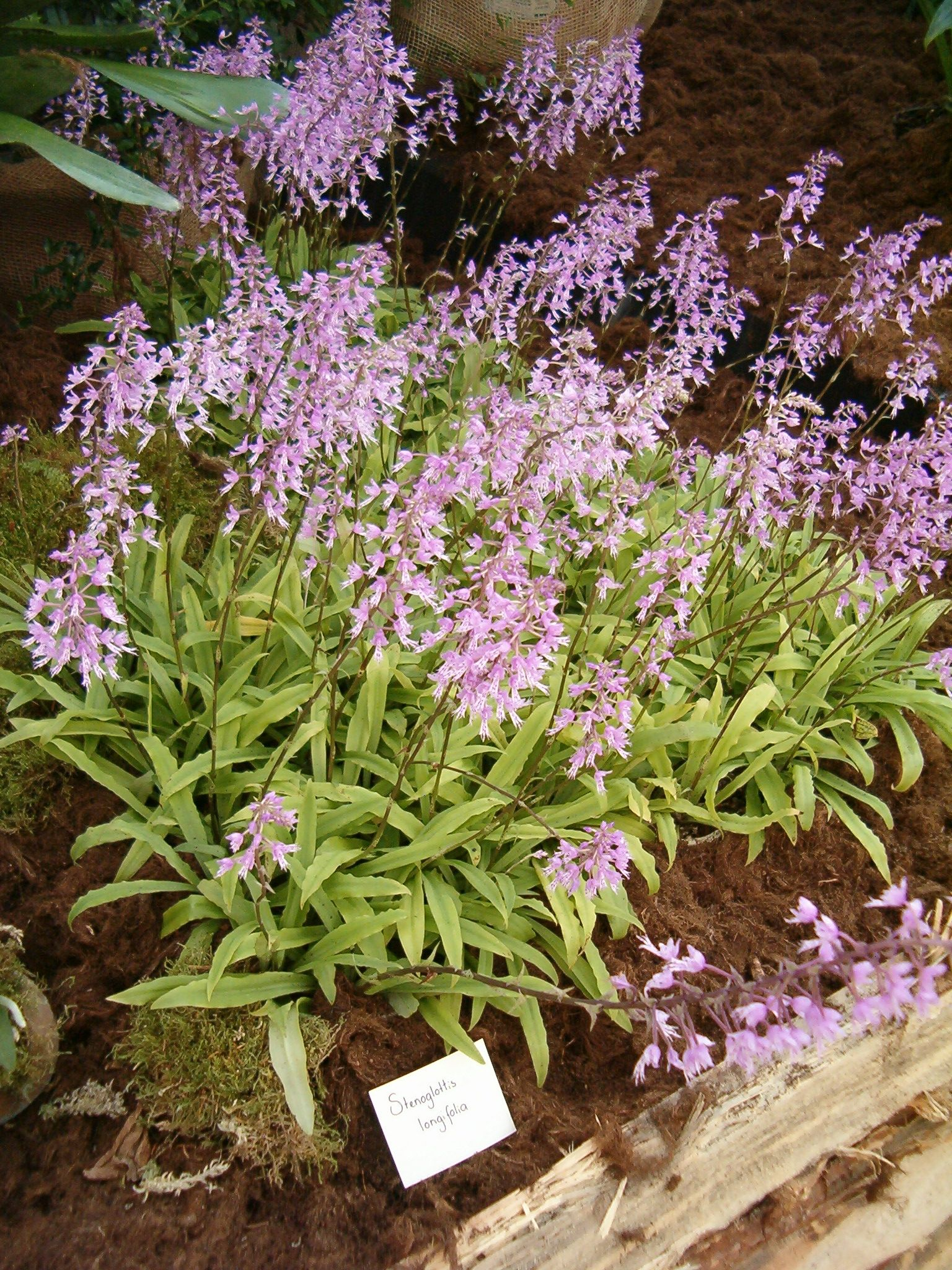
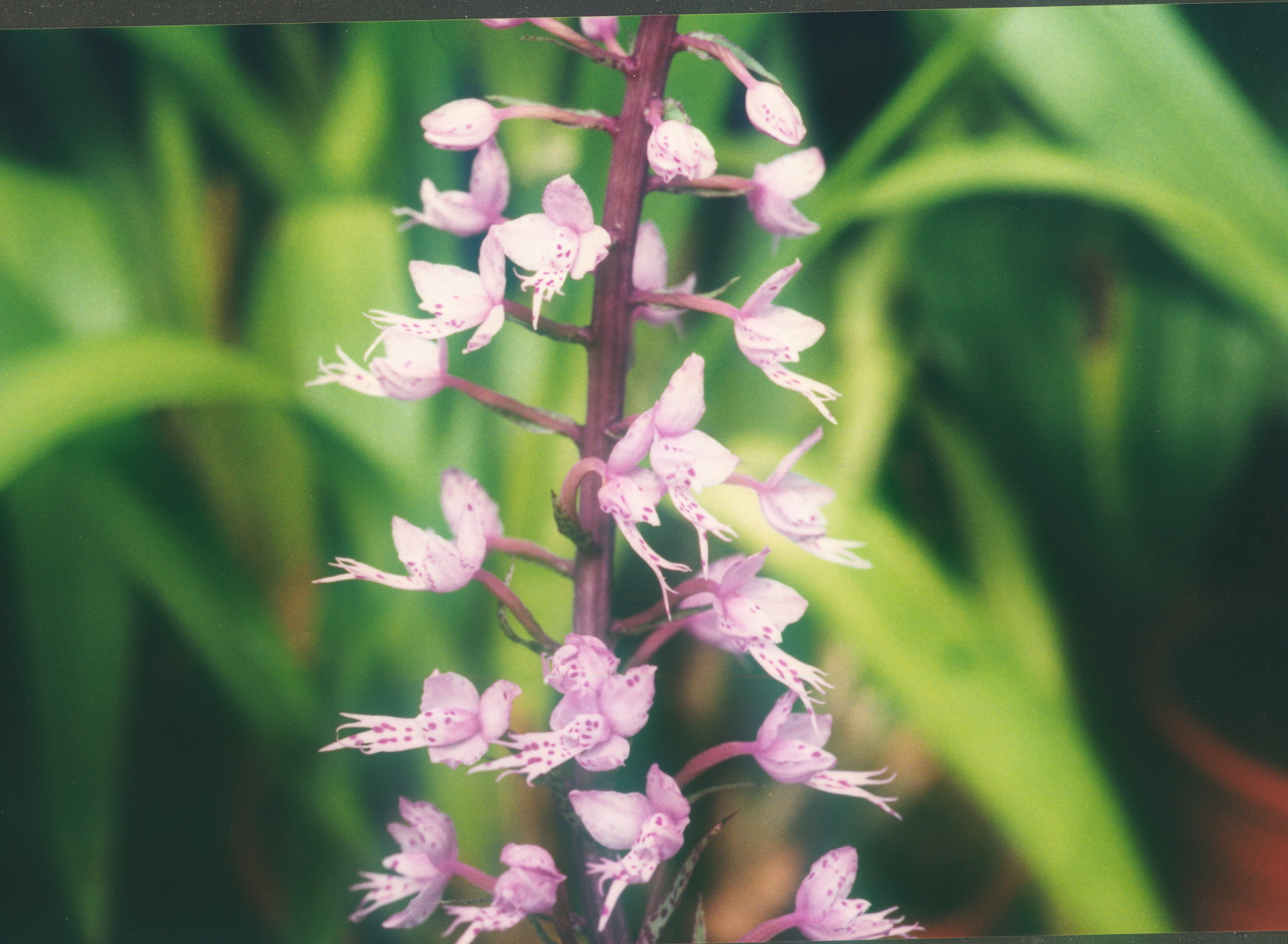
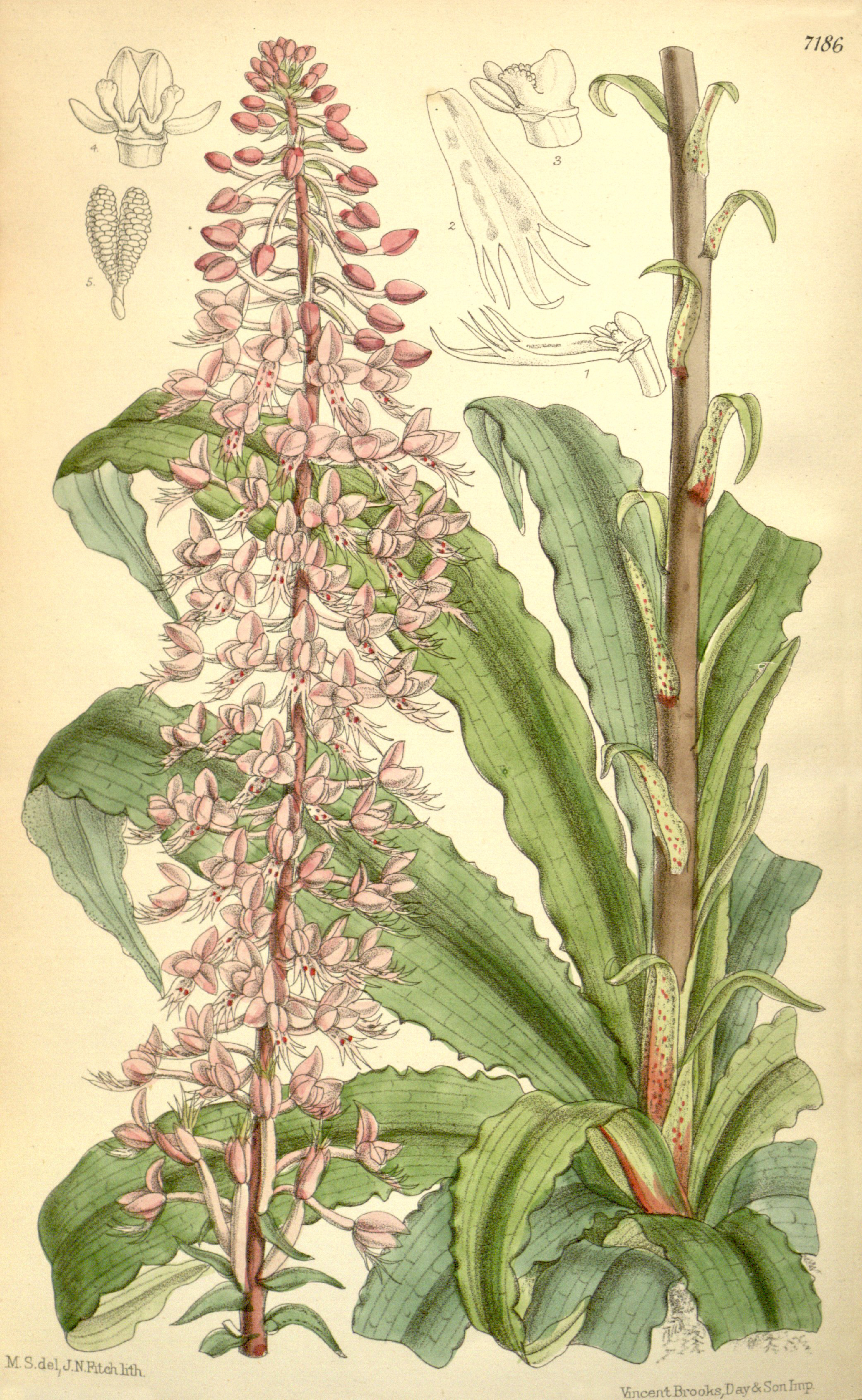
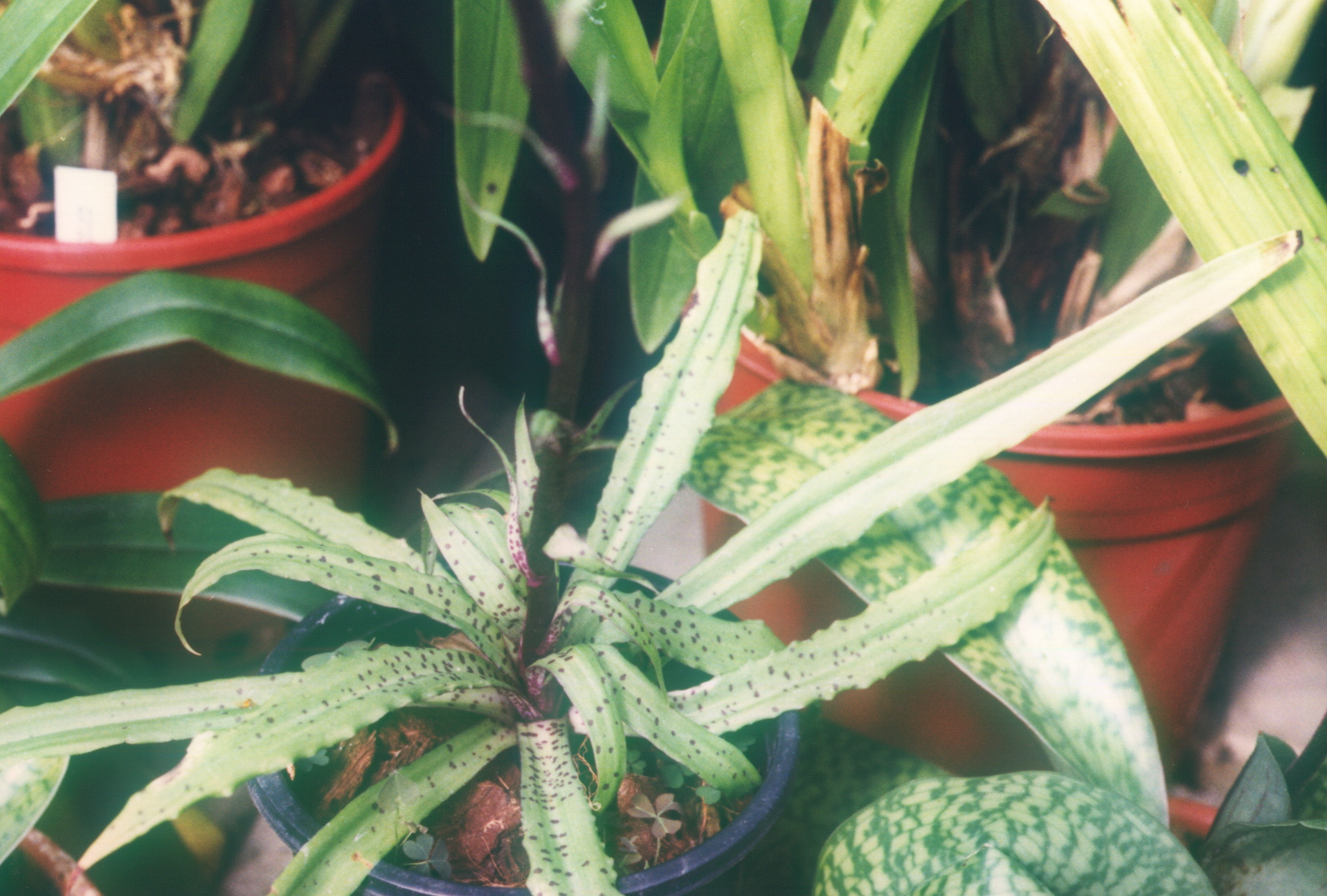